# Siknäs
Siknäs är en småort i Töre socken i Kalix kommun.
Siknäs ligger strax söder om Töre, vid Sveriges nordligaste Bottenvikshamn. Gränsen mellan Luleå och Kalix kommuner ligger inte långt bort. 

## Befolkningsutveckling
| Befolkningsutvecklingen i Siknäs 1960–2015    | Befolkningsutvecklingen i Siknäs 1960–2015 | Befolkningsutvecklingen i Siknäs 1960–2015 | Befolkningsutvecklingen i Siknäs 1960–2015 | Befolkningsutvecklingen i Siknäs 1960–2015 |
| --------------------------------------------- | ------------------------------------------ | ------------------------------------------ | ------------------------------------------ | ------------------------------------------ |
|                                               |                                            |                                            |                                            |                                            |
| År                                            |                                            |                                            | Folkmängd                                  | Areal (ha)                                 |
| 1960                                          | 1960                                       |                                            | 212                                        |                                            |
| 1990                                          | 1990                                       |                                            | 141                                        | 45#                                        |
| 1995                                          | 1995                                       |                                            | 140                                        | 49#                                        |
| 2000                                          | 2000                                       |                                            | 140                                        | 48#                                        |
| 2005                                          | 2005                                       |                                            | 132                                        | 49#                                        |
| 2010                                          | 2010                                       |                                            | 134                                        | 53#                                        |
| 2015                                          | 2015                                       |                                            | 121                                        | 76#                                        |
| Anm.: Upphörde som tätort 1965. # Som småort. |                                            |                                            |                                            |                                            |

## Samhället
I Siknäs finns sex större aktiva föreningar.
För den som är skriven och bosatt i byn finns goda möjligheter att jaga älg och småvilt. Fisk inplanteras årligen i Stjikuträsket, beläget intill badsjön Vitträsket. Havsbad finns också en bit utanför byn.
Skärgården är rik på öar och Siknäs har två småbåtshamnar med båtplatser.

## Personer från orten
I Siknäs har ett flertal rätt kända personer sin härkomst eller sommarboende och exempel på sådana är Anders Sundström, Torborg Chetkovich, Sven-Åke Lundbäck, Kristina Axén Olin.